# Kill My Doubt
Kill My Doubt är den sjunde EP-skivan av den sydkoreanska tjejgruppen Itzy, utgiven den 31 juli 2023 av JYP Entertainment, Republic Records och Dreamus, åtta månader efter utgivningen av Cheshire (2022).
Inspirerad av konversationer mellan medlemmarna och deras företag efter att de hade släppt Cheshire har Kill My Doubt ett tema som bygger på att övervinna motgångar och självtvivel. EP:n innehåller sex spår, inklusive huvudsingeln "Cake". Kort innan skivsläppet lanserades även musikvideor till b-sidorna "Bet on Me" och "None of My Business".

## Bakgrund

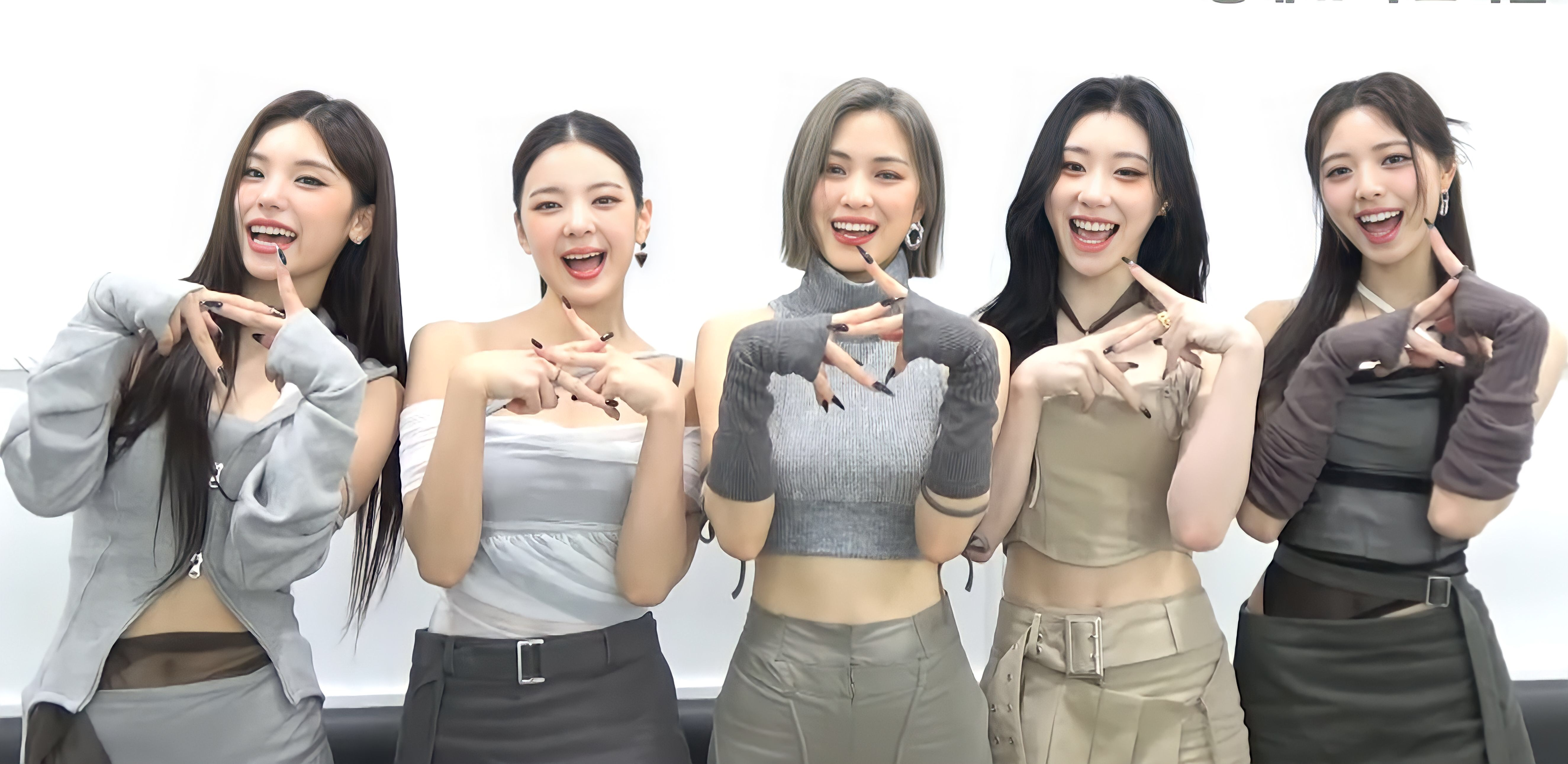
Itzy i januari 2023

Under 2022 gav Itzy ut deras femte och sjätte EP-skivor. Checkmate, deras femte EP, gavs ut den 15 juli och följdes upp av en världsturné med samma namn som pågick mellan augusti 2022 och april 2023. Medan gruppen var på turné gav de ut sin sjätte EP, Cheshire, den 30 november. Båda skivorna kom att bli kommersiella succéer men ansågs "polariserande" av media såsom NME.
Efter lanseringen av Cheshire började kvintetten arbeta på deras nästa utgivning. Planer för en ny EP nämndes första gången av medlemmen Chaeryeong i en intervju med det amerikanska morgonprogrammet Good Day New York den 22 maj 2023. Den 18 juni rapporterade The Chosun Ilbo att kvintetten skulle ge ut ny musik till sommaren, vilket skulle bli deras första utgivning på sju månader. Dagen därpå skickades protestbilar till JYP Entertainments huvudkontor av upprörda Itzy-fans som krävde bättre behandling och marknadsföring av gruppen. Mitt i kampanjerna för EP:n fortsatte protesterna.

## Musik och texter
Kill My Doubt har en speltid på 17 minuter och 41 sekunder och består av sex spår. Det genomgående temat för albumet är att övervinna sina motgångar. I en intervju med W Korea berättade medlemmen Lia att bakgrunden till EP:n bygger på konversationer från personliga intervjuer med medlemmarna och företagets produktionsteam under postproduktionsfasen av Cheshire. Yuna tillade att EP:n avser att "skicka budskap om övervinna och återfå vårt självförtroende".
Flera större namn har varit involverade i låtskrivandet, däribland produktionsduon Black Eyed Pilseung, som tidigare arbetat med Twice och Park Jin-young.

### Låtar
"Bet on Me", albumets inledningsspår, är en poplåt inspirerad av Parks konversationer med medlemmarna. Låten står i kontrast till kvintettens karaktäristiska energifyllda stil och visar istället upp en mer känslosamt sårbar framtoning med teman som ångest, tillit och handlingskraft. "Cake", det andra spåret, är skivans huvudsingel och uttrycker medlemmarnas självförtroende genom dess energiska blåsinstrument och trumsound.  Det tredje spåret, "None of My Business", är en poplåt som förmedlar apati mot en före detta älskare, karakteriserad av ett mjukt, rytmiskt sound.

## Utgivning och marknadsföring
Den 19 juni tillkännagav JYP Entertainment gruppens sjunde EP Kill My Doubt genom en kort trailervideo. Trailern följdes av låtlistan och detaljer kring marknadsföringsschemat för utgivningen. En "album spoiler"-video med utdrag av EP:ns låtar och deras motsvarande koreografier publicerades online den 16 juli. I denna video medverkade endast Yeji och Ryujin, något som skapade debatt online kring frånvaron av de tre övriga medlemmarna. Musikvideon till huvudsingeln "Cake" marknadsfördes genom trailerklipp som publicerades mellan 26 och 28 juli.
EP:n gavs ut den 31 juli tillsammans med en musikvideo till "Cake". Kvintetten höll en showcase vid SK Olympic Handball Gymnasium för att marknadsföra Kill My Doubt samma dag. De öppnade även en popup-butik vid Hyundai Seoul mellan 27 juli och 9 augusti, där besökare kunde få förhandstillträde till EP:ns sex låtar.
Produktionen av EP:n skildras i en dokumentär i tre delar som publicerats på Itzys Youtube-kanal, varav den första lades upp den 19 juli.

## Kommersiell prestation
Den 1 augusti rapporterade Hanteo Chart att albumet hade sålts i över 318 000 exemplar dagen det släpptes.

## Låtlista
| Nr | Titel               | Text                                                                                                 | Musik                                                                                                  | Arrangemang            | Längd |
| -- | ------------------- | --- | --- | ---------------------- | ----- |
| 1. | Bet on Me           | J.Y. Park "The Asiansoul" 12h51m (VeryGoods)                                                         | David (Mickey) Karbal Philip von Boch Scully Ben Samama Eli Teplin Lauren Dyson Kendall Grayson Brower | Karbal von Boch Scully | 3:19  |
| 2. | Cake                | B.E.P . Jeon Goon                                                                                    | B.E.P. FLYT                                                                                            | Rado FLYT              | 3:18  |
| 3. | None of My Business | Iseuran Rachel West Barry Cohen                                                                      | West Cohen                                                                                             | Gingerbread            | 3:22  |
| 4. | Bratty (나쁜애)     | Ellie Suh (153/Joombas) Lilijune (153/Joombas) Ben Haim Adrienne Larus Anarson Michael Ojike McHenry | Haim Adrienne Arnarson McHenry                                                                         | daysof1993             | 2:42  |
| 5. | Psychic Lover       | danke                                                                                                | Christian Fast Gusten Dahlqvist Sofia Quinn Noémie Legrand                                             | Dahlqvist              | 2:44  |
| 6. | Kill Shot           | Kang Eun-jeong                                                                                       | Quinn David James Burris Legrand                                                                       | Burris                 | 2:16  |

## Medverkande
Personal

- Itzy – sång (alla spår)
- J.Y. Park “The Asiansoul" – sångtext, sångcoach, digital redigering (spår 1)
- 12h51m (VeryGoods) – sångtext (spår 1)
- David (Mickey) Karbal – komposition (spår 1)
- Philip von Boch Scully  – komposition, arrangemang, copyright control programming sessions (spår 1)
- Ben Samana  – komposition (spår 1)
- Eli Tepin  – komposition, keyboard (spår 1)
- Lauren Dyson  – komposition (spår 1)
- Kendall Bryson Brower  – komposition (spår 1)
- Aryay (Ascap)  – arrangemang, original publishing, copyright control programming sessions (spår 1)
- Perrie – sångcoach, (spår 1, 3–5), bakgrundssång (spår 1, 3–6)
- Lee Sang-yeop – digital redigering, inspelning (spår 1)
- Koo Hye-jin – inspelning (spår 1–2)
- Tony Maserati – ljudmix (spår 1)
- David K. Younghyun – ljudmix (spår 1)
- Kwon Nam-woo – mastering (spår 1)
- B.E.P. – sångtext, komposition (spår 2)
- FLYT – komposition, arrangemang, studiogitarr, bas, digital redigering (spår 2)
- Rado (B.E.P.) – arrangemang, stränginstrument, sångcoach, bakgrundssång, digital redigering (spår 2)
- Ashley Alisha – bakgrundssång (spår 2)
- Eom Sae-hee – inspelning (spår 2)
- Kim Min-hee – inspelning (spår 2)
- Curtis Douglas – ljudmix (spår 2)
- Chris Gehringer – mastering (spår 2)
- Lee Seu-ran – sångtext (spår 3)
- Rachel West – sångtext, komposition (spår 3)
- Barry Cohen – sångtext, komposition (spår 3)
- Gingerbread – arrangemang, copyright control sessions, programmering, gitarr, trummor, synthesizer, dataanalys (spår 3)
- Lim Hong-jin – digital redigering (spår 3–4)
- Lim Chan-mi – digital redigering (spår 3–4, 6), recording (spår 6)
- Lee Tae-seop – ljudmix (spår 3, 5–6)
- Kwon Nam-moo – mastering (spår 3–6)
- Ellie Suh (153/Joombas) – sångtext (spår 4)
- Liljune (153/Joombas) – sångtext (spår 4)
- Ben Haim – sångtext, komposition (spår 4)
- Adrienne – sångtext, komposition (spår 4)
- Larus Arnarson – sångtext, composition (spår 4)
- Michael Ojike McHenry – sångtext, komposition (spår 4)
- Daysof1993 – arrangemang (spår 4)
- Camo – sångcoach (spår 4)
- Lee Sang-yeop – digital redigering (spår 4)
- Danke (La La La Studio) – sångtext, komposition (spår 5)
- Christian Fast – komposition (spår 5)
- Gusten Dahlqvist – komposition (spår 5)
- Sofia Quinn – komposition (spår 5–6)
- Noémie Legrand – komposition (spår 5–6)
- Gusten Dahlqvist – arrangemang, copyright control sessions, datorprogrammering, keyboard (spår 5)
- Yue – digital redigering (spår 5)
- Seo Eun-il – inspelning (spår 5)
- Kang Eun-jang – sångtext (spår 6)
- David Burris – komposition, arrangemang, copyright control sessions, datorprogrammering, keyboard (spår 6)
- Young Chance – sångcoach (spår 6)

Platser

- JYP Publishing (KOMCA) – originalpublicering, sub-publicering (spår 1)
- VeryGoods – originalpublicering (spår 1)
- BellaBella Publishing (BMI) – originalpublicering (spår 1)
- Spirit Two Music – originalpublicering (spår 1)
- BeachBreak Publishing (BMI) – originalpublicering (spår 1)
- THG Publishing / Sony Music (BMI) – originalpublicering (spår 1)
- EKKO Music Rights (powered by CTGA) – sub-publicering (spår 1), originalpublicering (spår 6)
- Kobalt/EKKO – sub-publishing (spår 1)
- JYPE Studio – digital redigering, inspelning (alla spår), ljudmix (spår 3, 6)
- Chapel Swing Studios – ljudmix (spår 1)
- 821 Sound Mastering – mastering (spår 1, 3–6)
- Universal Music Publishing – originalpublicering (spår 2)
- Music Cube Inc. – originalpublicering (spår 2)
- 821 Sound – inspelning (spår 2)
- Sterling Sound – ljudmix (spår 2)
- Call Me Lisa – originalpublicering (spår 3)
- Songs For Jude & Elle – originalpublicering (spår 3)
- There Are Songs of Pulse (ASCAP) – originalpublicering (spår 3)
- That Ginger Dude (BMI) – originalpublicering (spår 3)
- 153/Joombas Publishing – originalpublicering, sub-publicering (spår 4)
- House of Borealis Publishing/Big Chune Music/Where Da Kasz At (BMI) – originalpublicering (spår 4)
- Beats N Ballads/Honua Music (ASCAP) – originalpublicering (spår 4)
- Ekko (kobalt admin) – originalpublicering (spår 4)
- Emits Son Songs (BMI) – originalpublicering (spår 4)
- Lalala Studio – originalpublicering (spår 5)
- Fast Cut Music Publishing – originalpublicering (spår 5)
- Cosmos Music Publishing – originalpublicering (spår 5)
- Seven Summits Music / Sofia Since 96 Publishing – originalpublicering (spår 5–6)
- Seven Peaks Music / Bébé Dior – originalpublicering (spår 5–6)
- Iconic Sounds – sub-publicering (spår 5)
- Admin by Sony Music Publishing Worldwide – sub-publicering (spår 5)
- Music Cube – sub-publicering (spår 5)
- UMPG – sub-publicering (spår 5–6)

## Listplaceringar
| Lista (2023)                         | Högsta placering |
| ------------------------------------ | ---------------- |
| Japan (Oricon)                       | 22               |
| Japan Digital Albums (Oricon)        | 8                |
| Japan Hot Albums (Billboard Japan)   | 29               |
| Storbritannien Album Downloads (OCC) | 58               |
| Sydkorea (Circle)                    | 1                |